# Mansoor Ahmed
Pour les articles homonymes, voir Ahmed.
Mansoor Ahmed, né le 7 janvier 1968 à Rawalpindi (Pendjab, Pakistan) et mort le 12 mai 2018 à Karachi, est un joueur pakistanais de hockey sur gazon.

## Biographie
Mansoor Ahmed évolue au poste de gardien de but. Il fait partie de l'équipe nationale pakistanaise médaillée de bronze  aux Jeux olympiques d'été de 1992 à Barcelone, vainqueur de la Coupe du monde 1994 à Sydney, médaillée d'or aux Jeux asiatiques de 1990, médaillée d'argent aux Jeux asiatiques de 1986 et médaillée de bronze aux Jeux asiatiques de 1994. Il est le porte-drapeau de la délégation pakistanaise à la cérémonie d'ouverture des Jeux olympiques d'été de 1996 à Atlanta.